# Fidias Elizondo
Fidias Elizondo (Monterrey, 24 de març de 1891 - Ciutat de Mèxic, 3 de gener de 1979) va ser un escultor mexicà participant de la renovació escultòrica d'inicis del segle XX a Mèxic al costat d'altres artistes com Ignacio Asúnsolo, José María Fernández Urbina i Manuel Centurión. Nascut en Monterrey, va emigrar a la Ciutat de Mèxic als 17 anys per estudiar en l'Academia de San Carlos, on va ser també professor. Va viatjar a Europa per prosseguir la seva formació artística, i va participar en la defensa de París cavant trinxeres davant la Primera Guerra Mundial. La seva obra va tenir influències neoclàssiques, encara que va fer retrats de cort popular. Algunes de les seves obres van ser caps. Va ser formador de diferents generacions d'artistes. A més de l'acadèmia, va impartir classes a l'Escuela Nacional de Bellas Artes.

## Obres
- 1949 - Escultura de Crist del Cerro del Cubilete